# Paul Wezelius
Paul Wezelius var en tysk målare verksam i Göteborg under första delen av 1600-talet.  
Wezelius anlitades 1625 som ansvarig för den dekorativa inredningen av Rådhuset som uppfördes i Göteborg 1622. Under sin tid i Göteborg utförde han ett flertal dekorativa målningar, men troligen finns inga av hans arbeten bevarade målningarna i Rådhuset förstördes genom en brand 1668, och de andra målningarna fanns i hus som i dag är rivna.     